# Comatose
Comatose este o piesă a formației britanice Depeche Mode. Piesa a apărut pe albumul Exciter, în 2001.